# Bertrand.çacom
Bertrand.çacom est une série télévisée française diffusée sur Canal+ en 2005.

## Synopsis
Les « aventures » de Bertrand (surnommé « Tranber » en verlan), adolescent assez oisif qui traîne dans sa chambre (la série est filmée par une unique caméra fixe située dans la pièce) ; Bertrand reçoit de temps à autre la visite de Sébastien (son meilleur ami qu’il surnomme « Sébum »), sa petite amie Marie ou encore Mélanie pour qui il a le béguin et qui le manipule ostensiblement. On peut également entendre parfois son beau-père ou sa mère lui parler, mais on ne les voit jamais vraiment (tout au plus un bras qui dépasse de l’entrée).
Cette série a la particularité de proposer deux fins différentes pour chaque épisode : la première était diffusée sur Canal+, tandis que la seconde était disponible sur le site de la chaîne.

## Équipe technique
- Réalisation : Gaëtan Bevernaege
- Scénario : Stéphane Bonnefoy, Caroline Brésard, Michel Cammeo, Jonathan Lambert et Laurent Tiphaine
- Son : Yves Servagent et Nicolas van Deth

## Distribution
- William Leplat : Bertrand
- Jacques de Candé : Sébastien
- Sandy Lakdar : Marie
- Sarah Stern : Mélanie

## Épisodes
1. Hypocondriaque
2. Sur écoute
3. UV
4. Message
5. Embauche
6. Barouaner
7. Interview
8. La fac
9. Papillon
10. T-Shirt
11. Chrono
12. Gore
13. Sapin
14. Rezo
15. Jalousie
16. Records
17. Ménage
18. Vide-grenier
19. Repassage
20. Soirée entre hommes
21. Rendez-vous
22. Thunes
23. Vitamines
24. Mèche
25. Retour Marie
26. Gueule de bois
27. Bip bip
28. Mélanie
29. Make-up
30. Enceinte
31. Révolte
32. Décibel
33. Meufs
34. Le concert
35. Chauve
36. Strip
37. Saint-Bertrand
38. Pénis
39. Voisine
40. Le paquet
41. Varicelles
42. Catch
43. Choco
44. Coquart
45. Caniche
46. Tics
47. Femalrock
48. Jimi Hendrix
49. Bague
50. Poubelle
51. Tounouvo
52. Super zéros
53. Radio
54. Sac à main
55. Assemblée
56. L'intruse
57. Chaussures
58. Salsa
59. Sebum
60. Déprime
61. Piscine
62. Rat
63. Lapsus
64. Déménagement
65. Parachute
66. Féminité
67. Justlemon
68. Confidences
69. Stage
70. Precious
71. GSX 3000
72. Virilmen
73. Virtuelle
74. Ruine
75. Vieux couple
76. Ventriloque
77. Petite souris
78. TV live
79. Prostituée
80. Embrouille
81. Pleine lune
82. Traçabilité
83. Tuyau
84. BD
85. Bonsaï
86. CD
87. Zip
88. Avenir
89. Blonde
90. Signe
91. USA
92. Couleur
93. Secourisme
94. Tabac
95. Poker
96. Microcosmos
97. Chaîne
98. Tanguy
99. Court jus
100. Dans l'dos
101. Pyjama
102. Chaperon vert
103. The party
104. Poils
105. Décolleté
106. Sac de couchage
107. Ecriture
108. CP 1
109. Dogville
110. Répèt
111. Fantasme
112. Hollandaises
113. Esprits
114. Psy
115. Artcon
116. Gruge
117. Accent
118. Printemps
119. Parrain
120. Laroyale
121. Cache cache
122. Mauvais choix
123. Photo
124. Comédie musicale
125. Conduite
126. Basket
127. Bad Dream
128. Check up
129. Escargot
130. Volonté
131. Délégué
132. Crâne
133. Anonyme
134. Week-end à Londres
135. Jumelage
136. Julia
137. Mots croisés
138. Chaton
139. Jambe cassée
140. Enfin
141. Vocabulaire
142. Réflexion faite
143. Pineco
144. Pas permis
145. Pédopsy
146. Coffre de toit
147. Cheveux
148. Semelles
149. Fiesta
150. Culpabilité
151. Fête des voisins
152. Paint ball
153. Blog
154. Festival
155. Sushis
156. Panne
157. La mer
158. Art con
159. Loto
160. Pizza
161. La tata
162. Piou piou
163. Plâtre
164. Halloween
165. Bécane
166. Happy Birthday
167. Salma
168. Rire
169. VTT
170. Odorat
171. Camping
172. Faussaire
173. Galette
174. Résolutions
175. Saint-Valentin
176. Enchères
177. Grippe
178. Permis
179. Le mur
180. Enterrement
181. Magic Rabbit
182. Kilos
183. Grouinement
184. Prénom